# Lorenzo Imperiali
Lorenzo Imperiali (Genova, 21 febbraio 1612 – Roma, 21 settembre 1673) è stato un cardinale italiano.
Dopo di lui, altri esponenti della famiglia, come Giuseppe Renato Imperiali, Giuseppe Spinelli e Cosimo Imperiali, sono stati cardinali illustri.

## Biografia
Era il figlio di Michele Imperiali (1565-1616), principe di Oria, e Maddalena Spinola, membri di due delle principali famiglie del patriziato genovese.
Lorenzo fu governatore di Fano, di Ascoli e del Patrimonio di San Pietro. Tra il 1653 e il 1662 fu anche governatore di Roma. Papa Innocenzo X lo elevò al rango di cardinale durante il concistoro del 19 febbraio 1652. Dal 1654 fino alla sua morte avvenuta nel 1673, fu cardinale presbitero di San Crisogono. Nel 1662, fu vittima dell'affare della Guardia Corsa, a seguito del quale fu costretto a lasciare il governatorato di Roma e ad andare nelle Marche come Legato pontificio.

## Conclavi
Il cardinale Lorenzo Imperiali ha partecipato a tre conclavi:
- 1655, che elesse Alessandro VII;
- 1667, che elesse Clemente IX;
- 1669/1670, che elesse Clemente X